# Bias musicus
Bias musicus là một loài chim trong họ Platysteiridae.